# Weltmeisterschaften 2028
Als Weltmeisterschaft 2028 oder WM 2028 bezeichnet man folgende Weltmeisterschaften, die im Jahr 2028 geplant sind:
- Biathlon-Weltmeisterschaften 2028
- Eishockey-Weltmeisterschaft der Herren 2028
- Rennrodel-Weltmeisterschaften 2028
- Skiflug-Weltmeisterschaft 2028